# Oleksandr Rezanov
Oleksandr Hennadijovytj Rezanov (ukrainska: Олександр Геннадійович Рєзанов, ryska: Александр Геннадьевич Резанов), född 6 oktober 1948 i Aleksandrovsk-Sachalinskij i Sakhalin oblast, död 5 september 2024, var en ukrainsk handbollsspelare, tävlande för Sovjetunionen under sin aktiva karriär, och senare handbollstränare.
Han tog OS-guld 1976 i Montréal.